# Codi ATC D03
El  codi ATC D03, descrit com Preparats per al tractament de ferides i úlceres, és una subgrup terapèutic de l'Anatomical, Therapeutic, Chemical Classification System (ATC). La classificació ATC és un sistema de codis alfanumèric desenvolupat per l'Organització Mundial de la Salut (OMS) per als fàrmacs i altres productes sanitaris. El subgrup D03 és part del grup anatòmic D Medicaments dermatològics.

Els codis per a ús veterinari (codis ATCvet) poden han estat creats afegint la lletra Q davant dels codis ATC humans: QD03... 
Les adaptacions estatals de la classificació ATC poden incloure codis addicionals no presents en aquesta llista, que segueix la versió de l'OMS.

## D03ACicatritzants
D03A A Ungüents d'oli de fetge de bacallà
D03A X Altres cicatritzants

## D03BEnzims
D03B A Enzims proteolítics
D03BA01 Tripsina
D03BA02 Clostridiopeptidasa
D03BA03 Bromelaïnes
D03BA52 Col·lagenasa, combinacions